# Hugo "Hurley" Reyes
Hugo "Hurley" Reyes är en fiktiv person i TV-serien Lost.

## Historia
Hurley föddes i Miami i Florida, men familjen flyttade senare till Santa Monica i Kalifornien. Hans far lämnar familjen och Hugo handskas med sorgen genom att äta. Senare i livet var Hurley inblandad i en olycka där ett däck kollapsade då han steg ut på det, varvid två personer omkom. Däcket var byggt för att maximalt hålla 8 personer och även om det fanns 23 personer på däcket innan Hurley steg på kände han skuld för det som inträffade och blev mycket deprimerad. Hugos mamma blev orolig för hans mentala tillstånd och fick honom placerad på mentalsjukhus. På sjukhuset träffade han Leonard Simms, en patient som konstant upprepade en serie nummer; 4: 8: 15: 16: 23: 42. Hugo träffade också Dave som han blev nära vän med, den enda andra ”normala” personen på mentalsjukhuset. Efter påtryckningar från sin psykiater inser Hugo att Dave bara var en påhittad figur, och när Dave försöker få Hugo att rymma från institutionen lät han istället Dave klättra ut genom fönstret och stängde därefter fönstret bakom honom. Efter att Dave försvunnit friskförklarades Hugo.
Hugo återupptog sitt jobb på en snabbmatsrestaurang och flyttade tillbaka till sin mor. Han beslöt att använda Leonards siffror på ett lotteri och vann 114 miljoner dollar. Efter detta råkade han konstant ha otur: hans farfar dog när han intervjuades i TV, hans brors fru lämnade honom för en servitris, prästen på hans farfars begravning träffades av blixten och hans bästa vän Johnny blev tillsammans med kvinnan Hugo var intresserad av. Hugo köpte ett nytt hus åt sin mor, vilket började brinna när han visade det för henne och han greps när han blev misstagen för en knarklangare. Samtidigt fortsatte Hugos förmögenhet att öka. Han började misstänka att det låg en förbannelse över de nummer han använde för att vinna i lotteriet. Han besökte mentalsjukhuset igen för att tala med Leonard, som berättade för Hugo att mannen som kunde förklara hemligheten med siffrorna, Sam Toomey, bodde i Australien.
Innan Hugo åkte till Australien återvände hans far och flyttade in till Hugo och hans mor. Hans far anmärker på Hugos vikt, vilket leder till mer missnöje från en redan sårad och förbittrad Hugo. Hans far övertalade honom att gå till en "botare" för att häva en förbannelse, men när Hugo upptäcker att hans far har betalat botaren för att ljuga för Hugo ger han upp och bokar sin resa till Australien.
I Australien besöker Hugo Sam Toomeys hustru, mannen som hörde siffrorna tillsammans med Leonard. Hon berättar att Sam har begått självmord för att undkomma sin ständiga otur. När Hugo ska flyga hem drabbas han av flera förhinder, bland annat en fullpackad hiss, slut på bensin i bilen och förseningar vid incheckningen. Han tar sig så småningom till gaten, precis i tid för att komma med på planet. Efter att planet havererar tror Hugo att det kan vara resultatet av hans förbannelse.

## På ön
Efter haveriet hjälper Hurley på Jacks begäran Claire bort från flygplansvraket. Hurley försöker att hjälpa till så mycket som möjligt, men hans hemofobi gör det svårt att hjälpa Jack vid operationer. Han tar istället ansvar för ransonering av mat och vatten som räddats från planet. När en grupp av de överlevande flyttar in till grottor i djungeln följer Hurley med, och hittar där ett antal golfklubbor. För att försöka lindra stressen hos de strandsatta skapar Hurley en golfbana som visar sig vara en stor framgång. När Claire påstår sig ha blivit attackerad av någon av de överlevande erbjuder sig Hurley att skapa en lista över alla strandsatta, med namn och hemort. När han sedan jämför sin lista med den officiella listan för Oceanic 816 upptäcker han att Ethan inte var med på planet, och varnar de resterande i gruppen.
Hurley stöter på siffrorna som han tror att det ligger en förbannelse över även på ön, bland annat på de kartor som Sayid tagit med sig från Rousseau samt på ”luckan” som leder ned till DHARMA-stationen Svanen.
När de överlevande från den bakre delen av flygplanet ansluter sig till Hurleys grupp fattar han tycke för Libby. De två kommer varandra nära och Hurley tycker hon känns märkvärdigt välbekant. Libby försöker hjälpa honom ur sitt matberoende genom att motionera tillsammans med honom och bygga upp Hurleys självförtroende. När de andra i gruppen återigen utser Hurley som ansvarig för matransoneringen trots hans motstånd blir han så stressad att han återigen börjar se sin låtsaskompis Dave från sin tid på mentalsjukhuset. Han börjar dra sig undan från Libby och resten av lägret och ändrar sina matvanor med Daves uppmuntran. Dave leder sedan Hurley till en klippa och övertygar honom om att han är fortfarande är kvar på institutionen i koma, och säger att enda sättet att "vakna upp" är att hoppa från klippan, vilket Dave själv tänker göra. Hurley räddas av att Libby hjälper honom att inse att Dave inte är på riktigt och att han faktiskt befinner sig på en öde ö.
Hurley planerar efter detta en överraskningspicknick för Libby, men glömmer att ta med filtar. Libby erbjuder sig att hämta dem åt honom, vilket leder till att hon blir skjuten av Michael. Hurley tar hennes död mycket hårt. Hurley bestämmer sig till slut att följa med Jack, Kate, Sawyer och Michael för att rädda Walt från De andra. Under denna vandring får Hurley veta sanningen om Libbys död och konfronterar Michael. Efter att gruppen överfallits av De andra släpps Hurley och instrueras att återvända till sitt läger och säga till gruppen att de aldrig får komma till den andra delen av ön, något han är ovillig att göra, men går med på efter en signal från Jack. Hurley stöter på Locke, Desmond och Charlie på vägen tillbaka och informerar dem om vad som inträffat.
När Desmond följande dag frågar Hurley om han kan följa med honom på en vandring tillsammans med Jin och Charlie accepterar han erbjudandet. På sin vandring ser de en fallskärmshoppare som hoppar från en helikopter och hittar sedan Naomi hängande i ett träd. De fyra tar henne tillbaka till stranden, där de gömmer henne i Hurleys tält. När gruppen senare informeras om Jacks plan att attackera De andra när de anländer till stranden för att kidnappa Sun erbjuder sig Hurley att tillsammans med Desmond och Charlie ta sig ned till DHARMA-stationen spegeln, men nekas plats på grund av sin vikt (i själva verket nekar Charlie Hurley att följa med på grund av att Hurley skulle stoppa honom från att offra sig för gruppen). Hurley följer istället med Claire till radiomasten.
Hurley håller med Locke om att fraktfartyget Jack tillkallat inte kommit till ön för att rädda dem och tar tillsammans med Lockes grupp sin tillflykt till De andras by. Hurley och de andra i Lockes grupp upprörs över Lockes idéer och metoder, särskilt när Locke tar Charlotte och Miles ur fartygsbesättningen som gisslan. Hurley är senare närvarande vid gruppens möte i Lockes hus, där får han veta att fraktfartygets besättning har planer på att döda alla på ön efter att de tillfångatagit Ben. När legosoldaterna från fraktfartyget närmar sig De andras by gömmer sig Hurley och de andra i Bens hus. När Sawyer kommer tillbaka till Bens hur tillsammans med en skadad Claire vägrar Ben att öppna dörren för dem, så Hurley släpper in dem genom ett fönster. Hurley följer senare Ben anvisningar och flyr från huset tillsammans med alla andra.
Hurley, Jack, Kate, Sawyer, Sayid, och helikopterpiloten Lapidus flyr till fraktfartyget med helikoptern som legosoldaterna använde för att ta sig till ön. När de lyft från ön inser de att de inte kommer att kunna landa på fartyget eftersom det exploderat och de kan heller inte återvända till ön eftersom den försvann när Ben flyttade den. Besättningen tar istället sin tillflykt till en flotte. Efter detta kommer Penelope Widmores med en räddningsbåt och tillsammans med resten av Oceanic Six åker Hurley vidare till Sumba.

## Efter ön
Efter att ha lämnat Sumba transporteras Hurley och de andra överlevande med ett lastflygplan till en militärbas, där Hurley återförenas med sina föräldrar. Han är också närvarande när Oceanic Airlines håller en presskonferens för att berätta de överlevandes historia.
När Hurley kommit hem till sina föräldrar överraskar hans far honom genom att visa honom den gamla Camaron som han och hans far arbetat på sedan han var liten, restaurerad. Hans far frågar om han vill ta den på en provtur, och Hurley accepterar erbjudandet. När Hurley stiger in i bilen ser han att körsträckan för bilen är den nummerserie som Hurley tror att det vilar en förbannelse över. Hurley blir mycket upprörd och anklagar sin far att göra ett practical joke på honom. Hans far förnekar det, men Hurley blir så orolig att han flyr.
Senare ser Hurley Charlie i en närbutik något som gör honom mycket skärrad. Han hoppar in i sin bil och kör iväg vilket leder polisen på en lång biljakt. Hurley grips till slut och skriker upprepade gånger att han är medlem av Oceanic 6. Hurley förs till polisstationen. Under Hurleys förhör ser han i spegeln Charlies drunkning med orden "De behöver dig" skrivet på handen, precis som det stod "inte Pennys båt". Hurley får en panikattack och blir återigen inskriven på ett mentalsjukhus.
En dag när Hurley sitter på gården kontaktas han av Charlie. Hurley tror att han återigen blivit galen, eftersom han vet att Charlie är död. Charlie övertygar småningom Hurley att sitta ner och tala med honom. Charlie medger att han verkligen är död, men att han också är på platsen. Hurley berättar sedan för Charlie att han flippade ut i närbutiken för att han såg honom där. Charlie berättar då för honom att "De behöver dig." Hurley blundar och räknar till fem och när han öppnar ögonen igen är Charlie borta.
Hurley får senare besök av Sayid som kommit till mentalsjukhuset för att frita Hurley. Hurley är rädd att Sayid vill ta honom tillbaka till ön och berättar om sitt möte med Jeremy Bentham. Sayid säger till honom att han bara vill ta Hurley till en säker plats, inte tillbaka till ön.
Sayid tar honom till ett hyreshus där några män väntar på honom. Sayid hamnar i slagsmål med dem och kastar en av dem ner från balkongen och dödar de andra, men blir själv träffad av en pil med lugnande medel. Hurley tar Sayid till sina föräldrars hus. Hurley berättar för sina föräldrar vad som hänt honom på ön och att Oceanic Six har ljugit. Hurleys far tar den medvetslösa Sayid till Jack, den enda läkaren som Hurley kan lita på.
När Hurley är ensam i sitt hus kontaktas han av Ben Linus, som ber Hurley att följa med tillbaka till ön, men Hurley går istället ut och bekänner de mord som begåtts av Sayid och låter sig bli arresterad för att undkomma Ben. Ben tar hjälp av sin advokat och lyckas få anklagelserna mot Hurley nedlagda och Hurley sätts på fri fot. Hurley lämnar fängelset i en taxi tillsammans med Jacob, som frågar honom varför han inte vill återvända till ön. Jacob förklarar för Hurley att det inte ligger en förbannelse över honom och att hans förmåga att tala med döda är "en välsignelse". Jacob ger Hurley information om flygningen som kommer att ta honom tillbaka till ön och säger till honom att det är hans val, och att han inte behöver göra något han inte vill göra. Jacob lämnar också ett gitarrfodral till Hurley.
Hurley flyger sedan tillsammans med Sun, Jack, Sayid och Kate, samt Ben Linus. Hurley köpt upp flera platser på flyget och vägrar att låta dem som väntade på restplatser att ta dem i syfte att rädda fler oskyldiga från att haverera på ön. Under flygningen uppstår svår turbulens och planet havererar.

## Tillbaka till ön
Hurley överlever haveriet med Ajira Airways Flight 316 och räddas av Jack från att drunkna. Tillsammans med Kate och Jack stöter de på Jin, klädd i en DHARMA-overall, som tar dem till Sawyer. Sawyer informerar dem om att de befinner sig i år 1977 och att de som stannade på ön och överlevt har anslutit sig till DHARMA-initiativet. Sawyer och Juliet registrerar in Hurley, Jack och Kate som ”nya rekryter”. Hurley får som uppgift att tjänstgöra som kock och börjar också skriva ner den andra delen av Star Wars-trilogin, Rymdimperiet slår tillbaka i ett försök att senare sälja den till George Lucas.
Efter att bomben detonerats transporteras de överlevande tillbaka till år 2007. Jacob tar återigen kontakt med Hurley och berättar för honom att han blivit mördad. Jacob ber Hurley att ta Sayid till templet, eftersom det är det enda sättet att rädda honom, och berättar att Jin vet var templet är. När de anländer till templet berättar Hurley för invånarna att Jacob sänt dem och bevisar det genom att ge dem gitarrfodralet som han fått av Jacob.

## Den alternativa tidslinjen
I den alternativa tidslinjen äger Hurley Mr Cluck's Chicken franchise, är arbetsgivare åt John Locke och beskriver sig själv som den lyckligaste mannen i världen.